# Ar-Rabwa
Ar-Rabwa (arab. الربوة) – miejscowość w Syrii, w muhafazie Hims. W 2004 roku liczyła 2732 mieszkańców.